# William Hunt Painter
William Hunt Painter (Aston, 16 luglio 1835 – Shrewsbury, 12 ottobre 1910) è stato un botanico inglese, che ha dato un notevole contributo alla scienza della flora vascolare del Derbyshire.
Era un appassionato collezionista ad ampio raggio di esemplari di piante, ed è stato membro del Botanical Exchange Club. Nel 1889 ha pubblicato il primo lavoro sulla flora del Derbyshire.

## Biografia
William Hunt Painter nacque ad Aston, vicino a Birmingham, il 16 luglio 1835: era il maggiore dei cinque figli di William, un merciaio, e di sua moglie Sarah, nata Hawkes. La sua carriera all'inizio fu in banca prima che egli decidesse di entrare nella Chiesa d'Inghilterra. Nel 1861 era a Chelsea, dove fu assistente alla predicazione laica. Painter frequentò l'Islington Missionary College, dove si aspettava di essere inviato prima o poi all'estero dalla Church Mission Society, ma alla fine divenne curato a Barbon nel Westmoreland. È qui che incontrò il reverendo Robert Wood, che lo introdusse alla botanica.
Ne 1865 Painter divenne curato a High Wycombe, dove incontrò James Britten, che aveva già pubblicato la sua prima opera e stava lavorando nell'erbario di Kew Gardens. Nonostante le nascenti convinzioni cattoliche di Britten i due passeggiarono assieme parlando del loro comune interesse per il mondo della botanica. Painter sposò Jane Stamps nel 1871. Nel 1881 lui e sua moglie vivevano a Bedminster, in Somerset, dove era il curato.

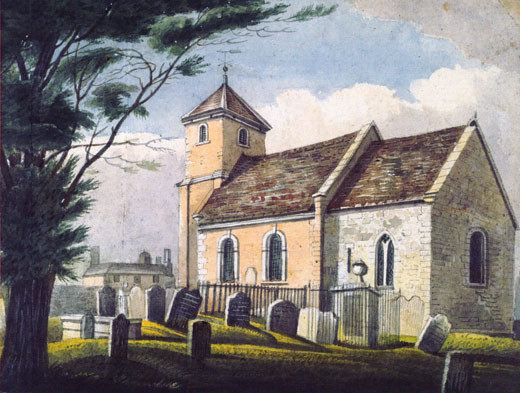
Chiesa di St James a Stirchley (1850 circa)

Il contributo di Painter sulla flora del Derbyshire è consistente ed utile: egli pubblicò un lungo scritto nel 1881, con una nota integrativa nel 1889. Insieme, questi hanno costituito la base di Contributions to the Flora of Derbyshire, su cui in seguitò lavorò il briologo James Eustace Bagnall. Painter pubblicò un supplemento al suo lavoro in The Naturalist in cui indicava voleva apportarci dei miglioramenti. Bagnall era un riconosciuto esperto di muschi e avrebbe pubblicato un lavoro simile a quello di Painter dal titolo  Flora of Warwickshire.
Nel 1891 Painter fu curato a Biddulph nello Staffordshire e tre anni dopo fu nominato Rettore di Stirchley nello Shropshire. La canonica venne riammodernata per il suo arrivo, ma la sua permanenza viene soprattutto ricordata per l'impegno che mostrò verso la manutenzione della chiesa e degli edifici limitrofi.
Durante il suo soggiorno a Falmouth, nella primavera del 1898, Painter intraprese degli studi sui muschi, che da quel momento in avanti divennero il centro dei suoi interessi botanici. Con i viaggi e lo scambio di esemplari fu in grado di scrivere articoli sui muschi del Derbyshire, di Brecon, di Falmouth e del Cardiganshire. Painter rimase a Stirchley fino al 1909, quando la sua raccolta di esemplari botanici e geologici vennero presentati all'University College di Aberystwyth. Si ritirò quindi a Shrewsbury dove morì l'anno seguente ma venne sepolto nella sua chiesa a Stirchley. Alla sua morte l'English Churchman scrisse: "La Chiesa d'Inghilterra ha perso un fedele e devoto ministro che è stato sempre geloso della preservazione dei suoi principi protestanti".
Painter donò il suo erbario all'Università di Aberystwyth, ma esemplari delle piante da lui raccolte si trovano anche nel dipartimento di botanica di Aberdeen, nel Museo di Storia Naturale di Londra, all'Università di Birmingham, nei giardini botanici nazionali di Dublino, nel Derby Museum and Art Gallery, all'University of Glasgow, Hancock Museum di Newcastle upon Tyne, a Kew, nei musei di Manchester, Cardiff e Oxford.

## Fumaria painteri
Painter era un appassionato collezionista e membro del Botanical Exchange Club. Ci sono poche piante che si trovano solo in Gran Bretagna ed una delle piante in questo elenco è forse la Fumaria painteri. Questo fiore è stato trovato solo due volte, nel 1905 e 1907, e in entrambi i casi proprio da Painter. Una ricerca del 2006 ha stabilito che un nuovo campione era stato trovato nel 2006, ma gli esperti non concordano sulla sua identificazione. Le piante che concordano con la descrizione non sono rare, come lo sono in natura gli ibridi, ma il problema da affrontare è se le versioni scoperte sono fertili o sono invece semplicemente un altro sterile ibrido.